# Basiothia schenki
Basiothia schenki es una polilla de la familia Sphingidae. Se sabe que vuela en Zimbabue y Sudáfrica.
Tiene una estrecha relación con la planta Disa cooperi, cuya fragancia atrae sólo a dos especies de este tipo de polilla, Basiothia schenki y Agrius convolvuli, República Democrática del Congo, cuyas flores poliniza. 
La longitud de la pobóscide de la polilla y la longitud del espolón de la orquídea se alinean perfectamente con sus pétalos y posición del estigma de la orquídea y de la pollinaria, a pesar de que B. schenki tiene una probóscide más corta que A. convolvuli y tiene que volar casi hasta la flor y pulsar contra ella.
Los adultos también son polinizadores de Zaluzianskya natalensis.
Las larvas se alimentan de especies de Vernonia.

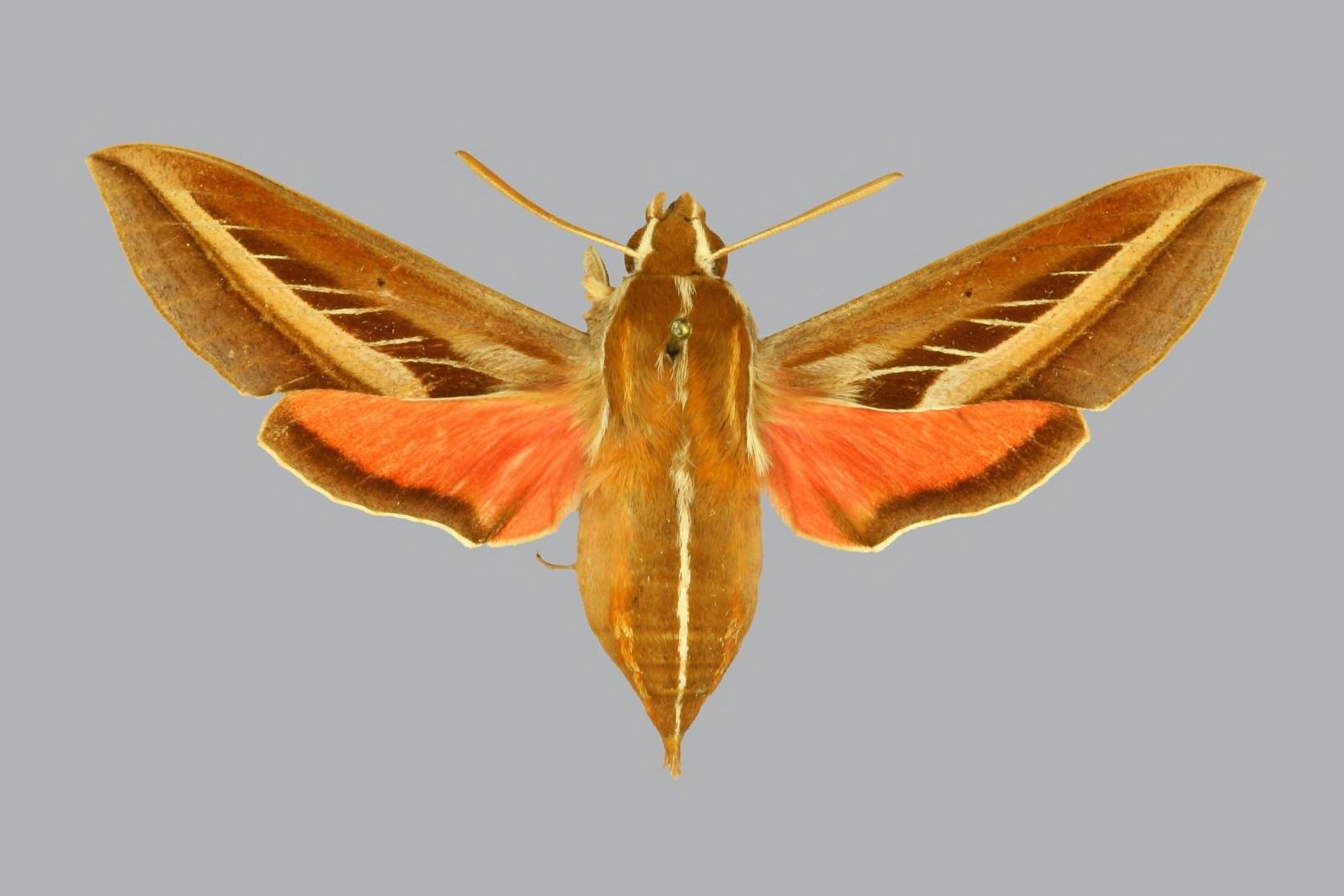
Hembra